# فلیکس شاینرت
فلیکس شاینرت (لهستانی: Feliks Szajnert؛ زادهٔ ۵ نوامبر ۱۹۴۴) بازیگر اهل لهستان است.
از فیلم‌ها یا مجموعه‌های تلویزیونی که وی در آن‌ها نقش داشته‌است، می‌توان به صفر-هفت، به‌گوشم، سلطان، کلانگور، کارآگاهان جنایی، جهان به روایت خانواده کیپسکی، حیوان بزرگ، خاکسپاری یک سیب‌زمینی، مهمانسرا، عملیات هیملر، شیفته دوربین و صلح اشاره نمود.